# Nationaal Landschap Noordoost-Twente

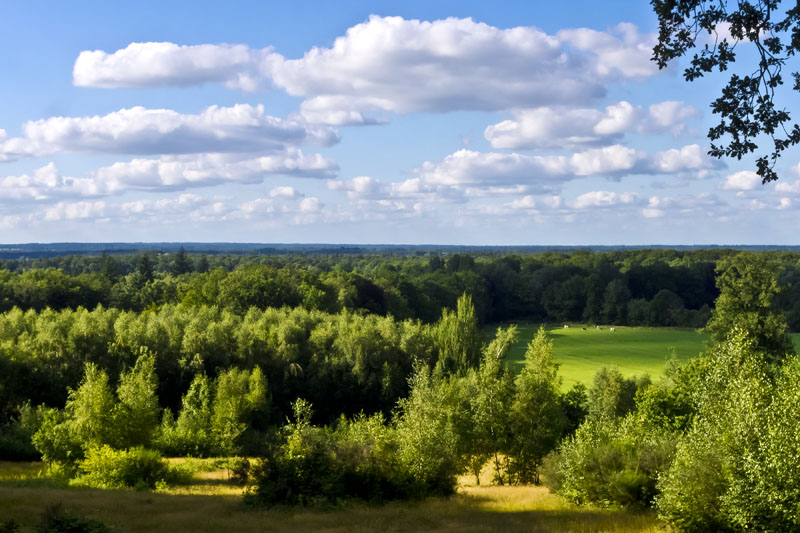
Uitzicht vanaf de Tankenberg

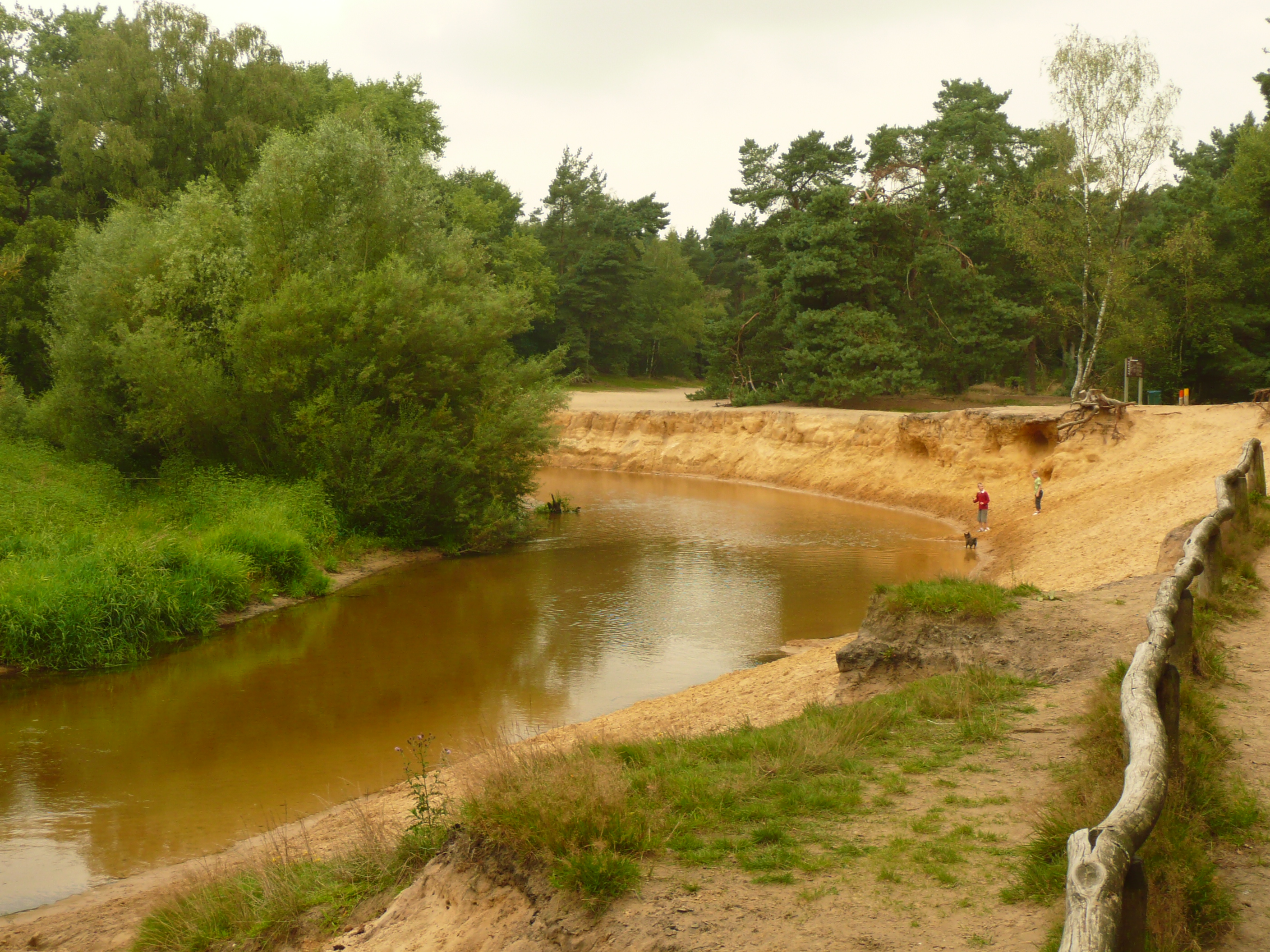
Dinkel in het Lutterzand

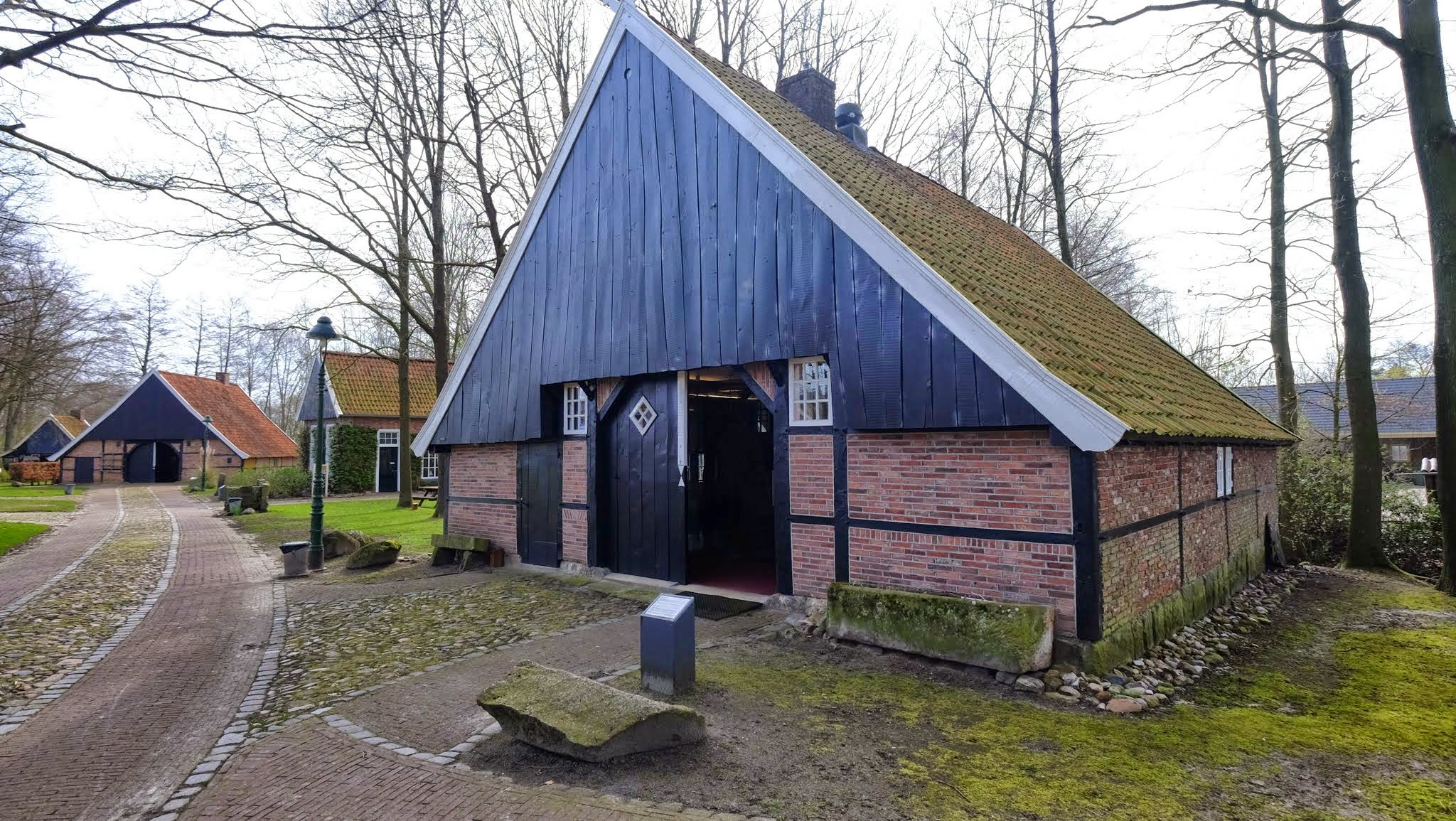
Openluchtmuseum in Ootmarsum

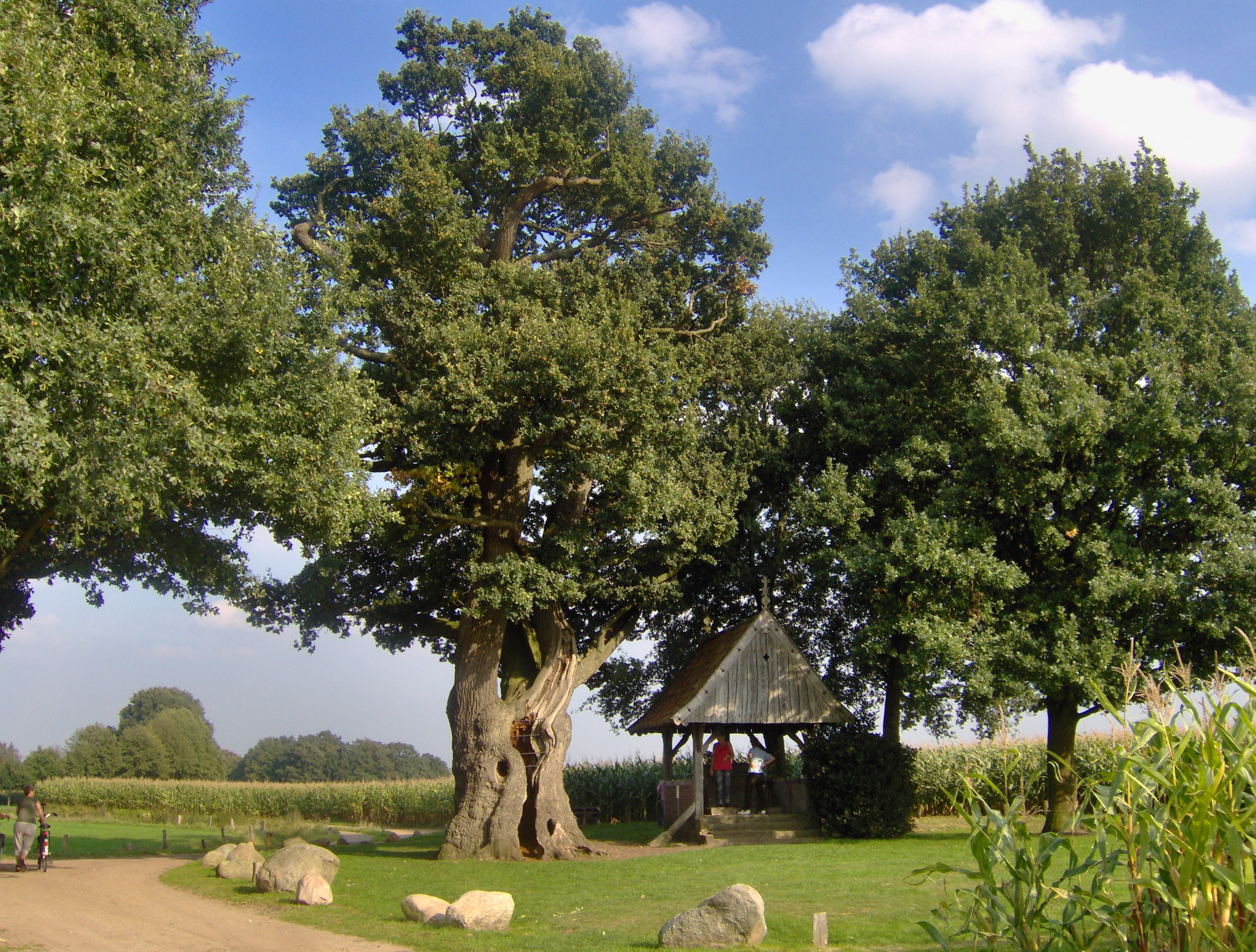
Kroezeboom in Fleringen

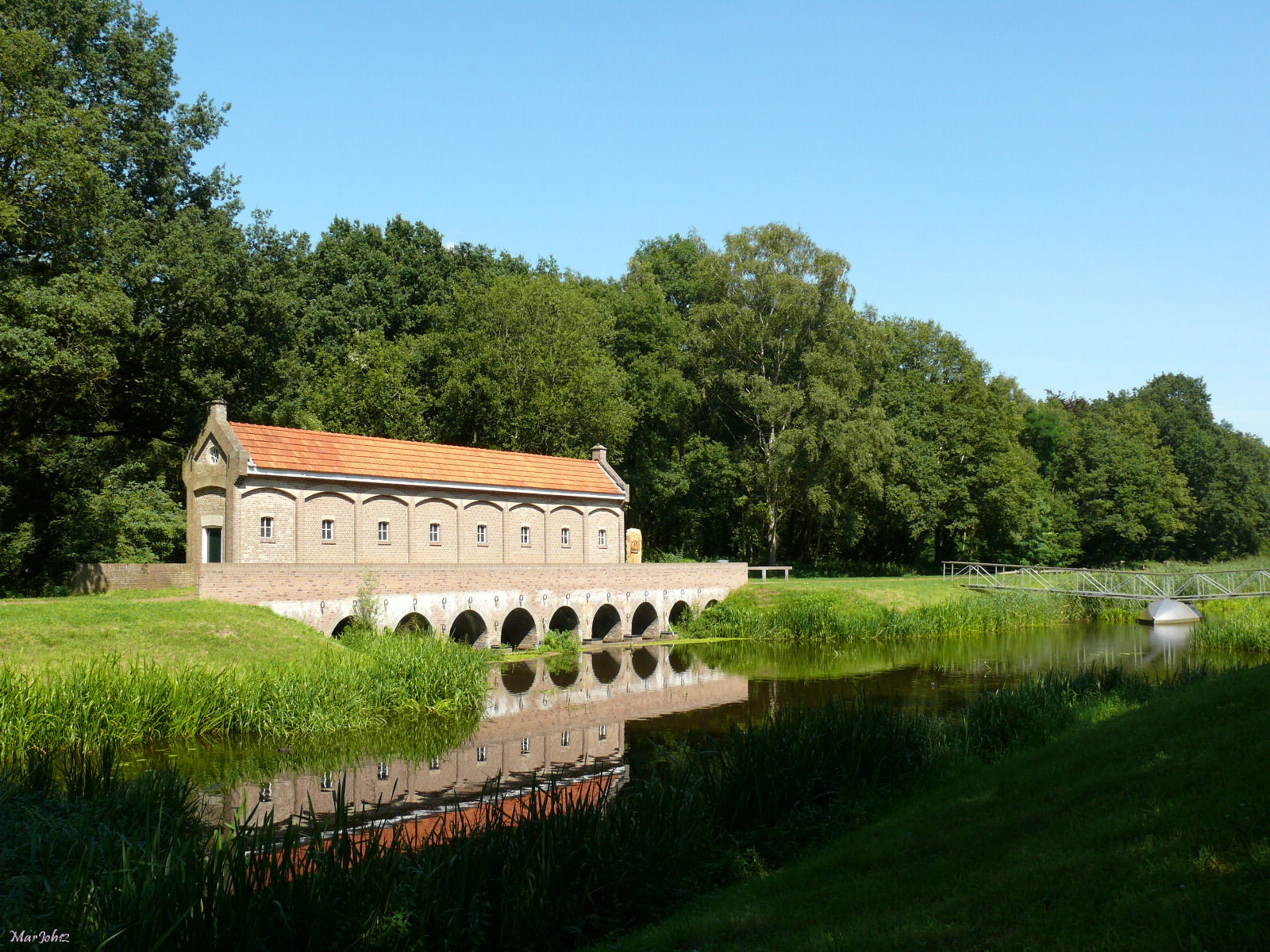
Kanaal Almelo-Nordhorn

Nationaal Park Noordoost-Twente is een van de twintig Nationale Landschappen die door de Nederlandse regering in 2005 zijn aangewezen. Het gebied dankt deze aanwijzing aan enkele speciale karakteristieken, zoals het verkavelingspatroon, de geologische opbouw en de landgoederen, die samen tot een als harmonisch ervaren landschap leidden. De omvang is 43201 ha.

## Ligging
Nationaal Park Noordoost-Twente is gelegen in Overijsselse gemeenten Dinkelland,
Tubbergen, Oldenzaal en Losser tussen Almelo, Oldenzaal, Enschede en de Duitse grens.

## Landschap
Nationaal Park Noordoost-Twente kreeg in de vroege Middeleeuwen het voor de streek kenmerkende essen- en kempenlandschap. Behalve dit besloten en kleinschalige landschap met vele houtwallen zijn er grotere percelen bos of akker en rechte wegen die getuigen van de ontginningen uit de 19de en 20ste eeuw. Langs de rivier de Dinkel vinden we broekbossen en graslanden. Het gebied heeft door de stuwwallen een heuvelachtig karakter. In het landschap liggen verschillende stadjes en dorpen zoals Ootmarsum, Denekamp, Rossum en het gehucht Het Stift.
Bijzonder zijn het kasteel van de havezate Singraven met watermolen, het stelsel van stuwen dat de kruising van de Dinkel met het kanaal tussen Almelo en Nordhorn markeert en de kaarsrechte weg die Napoleon liet aanleggen van Oldenzaal naar Nordhorn.

## Activiteiten
De landbouw is de grootste grondgebruiker in het gebied en telt ongeveer 2000 bedrijven, waarvan ruim 100 een intensief karakter hebben. Een deel van deze bedrijven zal moeten verdwijnen. Naast veel melkveehouderijbedrijven zijn er steeds meer bedrijven die zich richten op boomteelt of tuinbouw. Ongeveer 100 bedrijven nemen deel aan agrarisch natuurbeheer. Hoewel relatief veel mensen in de landbouw werkzaam zijn, zijn andere belangrijke sectoren recreatie/toerisme, dienstverlening, transport en de bouwnijverheid.

## Bestuur
Al sedert de jaren zeventig is geprobeerd een beleidsmatige vorm te vinden voor het behoud van het gewaardeerde landschap in Twente. Aanvankelijk koerste men op een Nationaal Landschapspark, later kreeg het gebied de status van Waardevol Cultuurlandschap - WCL.
Aanvankelijk waren er forse conflicten over deze status, vooral tussen boeren en natuurbeschermers.
De coördinatie van het Nationale Landschap vindt plaats door een bestuurlijk gebiedsoverleg (BGO), waarin de provincie Overijssel, het waterschap Regge en Dinkel en de gemeenten Dinkelland, Tubbergen, Oldenzaal en Losser deelnemen.